# Communauté de communes de l’Île de Ré
Die Communauté de communes de l’Île de Ré ist ein französischer Gemeindeverband mit der Rechtsform einer Communauté de communes im Département Charente-Maritime in der Region Nouvelle-Aquitaine. Sie wurde am 30. Dezember 1993 gegründet und umfasst zehn Gemeinden. Der Verwaltungssitz befindet sich im Ort Saint-Martin-de-Ré.

## Mitgliedsgemeinden
| Gemeinde                              | Einwohner 1. Januar 2022 | Fläche km² | Dichte Einw./km² | Code INSEE | Postleitzahl |
| ------------------------------------- | ------------------------ | ---------- | ---------------- | ---------- | ------------ |
| Ars-en-Ré                             | 1.306                    | 10,95      | 119              | 17019      | 17590        |
| La Couarde-sur-Mer                    | 1.112                    | 8,80       | 126              | 17121      | 17670        |
| La Flotte                             | 3.131                    | 12,32      | 254              | 17161      | 17630        |
| Le Bois-Plage-en-Ré                   | 2.177                    | 12,18      | 179              | 17051      | 17580        |
| Les Portes-en-Ré                      | 582                      | 8,51       | 68               | 17286      | 17880        |
| Loix                                  | 742                      | 6,70       | 111              | 17207      | 17111        |
| Rivedoux-Plage                        | 2.428                    | 4,52       | 537              | 17297      | 17940        |
| Saint-Clément-des-Baleines            | 712                      | 6,80       | 105              | 17318      | 17590        |
| Saint-Martin-de-Ré                    | 2.309                    | 4,70       | 491              | 17369      | 17410        |
| Sainte-Marie-de-Ré                    | 3.392                    | 9,84       | 345              | 17360      | 17740        |
| Communauté de communes de l’Île de Ré | 17.891                   | 85,32      | 210              | –          | –            |